# 발달단계이론
발달단계(發達段階)는 심리학에서 심신(心身)의 성장 과정을 어떤 구분에 따라 나눈 단계이다. 학자나 연구 목적에 따라 달리 나뉘게 될수있다.
발달 단계 이론은 사람의 일생동안의 발달단계 특히 아동 발달을 별개의 단계로 나누는 이론으로 행동과 심적 구성개념의 질적 차이를 그 특징으로서 다룬다.
심리적, 육체적 발달이 일생 동안 진행되는 방식에 대한 여러 가지 견해가 있다. 발달 심리학자들은 발달에 있어서 개인의 차이뿐만 아니라 발달이 질서 정연하게 다른 영역에서 동시에 발생한다는 데 동의한다.

## 레프 비고츠키
한편 레프 비고츠키는 근접발달영역(ZPD)을 개인과 사회 그리고 개인과 문화라는 관계에서 개인의 발달에 지대한 영향을 미치는 발단단계로 언급한바있다.

## 같이 보기
- 언어습득
- 인지발달이론